# Радд, Дон
До́нальд С. «Дон» Радд (англ. Donald S. «Don» Rudd; род. 13 июня 1950, Морден, Манитоба) — канадский кёрлингист.
В составе мужской команды Канады бронзовый призёр чемпионата мира 1992. Чемпион Канады среди мужчин (1992).
Играл на позиции первого.
Начал заниматься кёрлингом в 1960 в возрасте 10 лет.

## Достижения
- Чемпионат мира по кёрлингу среди мужчин: бронза (1992).
- Чемпионат Канады по кёрлингу среди мужчин: золото (1992), серебро (1997).

## Команды
| Сезон   | Четвёртый    | Третий        | Второй       | Первый      | Запасной         | Турниры           |
| ------- | ------------ | ------------- | ------------ | ----------- | ---------------- | ----------------- |
| 1991—92 | Вик Петерс   | Дэн Кэри      | Крис Ньюфелд | Дон Радд    | John Loxton (ЧК) | ЧК 1992 · ЧМ 1992 |
| 1992—93 | Вик Петерс   | Дэн Кэри      | Крис Ньюфелд | Дон Радд    | John Loxton      | ЧК 1993 (4 место) |
| 1994—95 | Вик Петерс   | Дэн Кэри      | Крис Ньюфелд | Дон Радд    |                  |                   |
| 1995—96 | Arnold Asham | Дэвид Недохин | Sean Nedohin | Дон Радд    |                  |                   |
| 1996—97 | Вик Петерс   | Дэн Кэри      | Крис Ньюфелд | Scott Grant | Дон Радд         | ЧК 1997           |
| 1999—00 | John Bubbs   | Bob Jenion    | Dan Keisch   | Дон Радд    |                  |                   |
| 2000—01 | John Bubbs   | Bob Jenion    | Дон Радд     | Dan Keisch  |                  |                   |

(скипы выделены полужирным шрифтом)